# 18e étape du Tour de France 2019
Pour un article plus général, voir Tour de France 2019.
La 18e étape du Tour de France 2019 se déroule le jeudi 25 juillet 2019 entre Embrun et Valloire, sur une distance de 208 kilomètres.

## Parcours
Quatre ascensions lors de cette étape :
- km 13 : côte des Demoiselles Coiffées (3)
- km 82,5 : col de Vars (1)
- km 133 : col d'Izoard (HC)
- km 189 : col du Galibier (HC)

## Déroulement de la course
L'échappée tarde à sortir du peloton, beaucoup de coureurs souhaitant prendre la bonne échappée. Ce n'est qu'après une quarantaine de kilomètres menés tambour battant qu'un groupe de près de 40 coureurs finit par distancer le peloton. Des grimpeurs lâchés au général, comme Nairo Quintana, Romain Bardet ou encore Adam Yates figurent dans ce groupe, ainsi que Tim Wellens pour défendre son maillot à pois. Quintana étant à 9 minutes 30 de Julian Alaphilippe, c'est donc à la Deceuninck-Quick Step de rouler dans les premières difficultés pour maintenir l'écart. Dans le col d'Izoard, Greg Van Avermaet et Julien Bernard partent seuls, mais sont rejoints avant le sommet par Damiano Caruso, qui passe le col en premier, et Romain Bardet. Au même moment, les Movistar accélèrent et impriment le train dans l'Izoard, réduisant le groupe maillot jaune à moins de 20 coureurs. Alaphilippe s'accroche mais reste au contact. Après des regroupements dans la descente, les coureurs abordent le Galibier. Devant, Quintana place une attaque tranchante qui distance tous ses adversaires. Romain Bardet et Alexey Lutsenko sortent pour le rejoindre mais le colombien est bien trop fort, et Quintana bascule en tête au Galibier en prenant près de 2 minutes d'avance sur Bardet. Dans le groupe maillot jaune, Egan Bernal ouvre les hostilités avec une attaque à moins de 2 km du sommet. Il est suivi par son coéquipier Geraint Thomas quelques hectomètres plus loin, mais ce dernier sera rattrapé par Thibaut Pinot et Emanuel Buchmann qui font l'effort - Alaphilippe est légèrement distancé mais parvient à revenir dans le groupe dans la descente du Galibier. À Valloire, Quintana, seul en tête, s'impose. Bardet arrive en deuxième position et conquiert le maillot à pois. Quant à Bernal, il arrive 32 secondes devant le groupe maillot jaune et s'empare de la deuxième place au général.

## Résultats

### Classement de l'étape
| Classement de la 18e étape | Classement de la 18e étape | Classement de la 18e étape | Classement de la 18e étape | Classement de la 18e étape |
|                            | Coureur                    | Pays                       | Équipe                     | Temps                      |
| -------------------------- | -------------------------- | -------------------------- | -------------------------- | -------------------------- |
| 1er                        | Nairo Quintana             | Colombie                   | Movistar                   | en 5 h 34 min 15 s         |
| 2e                         | Romain Bardet              | France                     | AG2R La Mondiale           | + 1 min 35 s               |
| 3e                         | Alexey Lutsenko            | Kazakhstan                 | Astana                     | + 2 min 28 s               |
| 4e                         | Lennard Kämna              | Allemagne                  | Sunweb                     | + 2 min 58 s               |
| 5e                         | Damiano Caruso             | Italie                     | Bahrain-Merida             | + 3 min 0 s                |
| 6e                         | Tiesj Benoot               | Belgique                   | Lotto-Soudal               | + 4 min 46 s               |
| 7e                         | Michael Woods              | Canada                     | EF Education First         | + 4 min 46 s               |
| 8e                         | Egan Bernal                | Colombie                   | Ineos                      | + 4 min 46 s               |
| 9e                         | Serge Pauwels              | Belgique                   | CCC                        | + 4 min 46 s               |
| 10e                        | Steven Kruijswijk          | Pays-Bas                   | Jumbo-Visma                | + 5 min 18 s               |
| modifier                   |                            |                            |                            |                            |

### Points attribués
| Sprint intermédiaire Les Thuiles (km 45) | Sprint intermédiaire Les Thuiles (km 45) | Sprint intermédiaire Les Thuiles (km 45) | Sprint intermédiaire Les Thuiles (km 45) | Sprint intermédiaire Les Thuiles (km 45) |
| ---------------------------------------- | ---------------------------------------- | ---------------------------------------- | ---------------------------------------- | ---------------------------------------- |
|                                          | Coureur                                  | Pays                                     | Équipe                                   | Point(s)                                 |
| 1er                                      | Jasper de Buyst                          | Belgique                                 | Lotto-Soudal                             | 20                                       |
| 2e                                       | Nikias Arndt                             | Allemagne                                | Sunweb                                   | 17                                       |
| 3e                                       | Greg Van Avermaet                        | Belgique                                 | CCC                                      | 15                                       |
| 4e                                       | Stéphane Rossetto                        | France                                   | Cofidis                                  | 13                                       |
| 5e                                       | Mike Teunissen                           | Pays-Bas                                 | Jumbo-Visma                              | 11                                       |
| 6e                                       | Christopher Juul-Jensen                  | Danemark                                 | Mitchelton-Scott                         | 10                                       |
| 7e                                       | Damiano Caruso                           | Italie                                   | Bahrain-Merida                           | 9                                        |
| 8e                                       | Andrey Amador                            | Costa Rica                               | Movistar                                 | 8                                        |
| 9e                                       | Nairo Quintana                           | Colombie                                 | Movistar                                 | 7                                        |
| 10e                                      | Gorka Izagirre                           | Espagne                                  | Astana                                   | 6                                        |
| 11e                                      | Alberto Bettiol                          | Italie                                   | EF Education First                       | 5                                        |
| 12e                                      | Michael Woods                            | Canada                                   | EF Education First                       | 4                                        |
| 13e                                      | Nils Politt                              | Allemagne                                | Katusha-Alpecin                          | 3                                        |
| 14e                                      | Sergio Henao                             | Colombie                                 | UAE Emirates                             | 2                                        |
| 15e                                      | Simon Geschke                            | Allemagne                                | CCC                                      | 1                                        |
| modifier                                 |                                          |                                          |                                          |                                          |

| Arrivée d'étape Valloire (km 208) | Arrivée d'étape Valloire (km 208) | Arrivée d'étape Valloire (km 208) | Arrivée d'étape Valloire (km 208) | Arrivée d'étape Valloire (km 208) |
| --------------------------------- | --------------------------------- | --------------------------------- | --------------------------------- | --------------------------------- |
|                                   | Coureur                           | Pays                              | Équipe                            | Point(s)                          |
| 1er                               | Nairo Quintana                    | Colombie                          | Movistar                          | 20                                |
| 2e                                | Romain Bardet                     | France                            | AG2R La Mondiale                  | 17                                |
| 3e                                | Alexey Lutsenko                   | Kazakhstan                        | Astana                            | 15                                |
| 4e                                | Lennard Kämna                     | Allemagne                         | Sunweb                            | 13                                |
| 5e                                | Damiano Caruso                    | Italie                            | Bahrain-Merida                    | 11                                |
| 6e                                | Tiesj Benoot                      | Belgique                          | Lotto-Soudal                      | 10                                |
| 7e                                | Michael Woods                     | Canada                            | EF Education First                | 9                                 |
| 8e                                | Egan Bernal                       | Colombie                          | Ineos                             | 8                                 |
| 9e                                | Serge Pauwels                     | Belgique                          | CCC                               | 7                                 |
| 10e                               | Steven Kruijswijk                 | Pays-Bas                          | Jumbo-Visma                       | 6                                 |
| 11e                               | Emanuel Buchmann                  | Allemagne                         | Bora-Hansgrohe                    | 5                                 |
| 12e                               | Thibaut Pinot                     | France                            | Groupama-FDJ                      | 4                                 |
| 13e                               | Geraint Thomas                    | Royaume-Uni                       | Ineos                             | 3                                 |
| 14e                               | Julian Alaphilippe                | France                            | Deceuninck-Quick Step             | 2                                 |
| 15e                               | Rigoberto Urán                    | Colombie                          | EF Education First                | 1                                 |
| modifier                          |                                   |                                   |                                   |                                   |

|   | Coureur         | Pays       | Équipe           | Bonifications |
| - | --------------- | ---------- | ---------------- | ------------- |
| 1 | Nairo Quintana  | Colombie   | Movistar         | 8 s           |
| 2 | Romain Bardet   | France     | AG2R La Mondiale | 5 s           |
| 3 | Alexey Lutsenko | Kazakhstan | Astana           | 2 s           |

|   | Coureur         | Pays       | Équipe           | Bonifications |
| - | --------------- | ---------- | ---------------- | ------------- |
| 1 | Nairo Quintana  | Colombie   | Movistar         | 10 s          |
| 2 | Romain Bardet   | France     | AG2R La Mondiale | 6 s           |
| 3 | Alexey Lutsenko | Kazakhstan | Astana           | 4 s           |

### Cols et côtes
| Côte des Demoiselles Coiffées (km 13) 3e catégorie (3,9km à 5,2%) | Côte des Demoiselles Coiffées (km 13) 3e catégorie (3,9km à 5,2%) | Côte des Demoiselles Coiffées (km 13) 3e catégorie (3,9km à 5,2%) | Côte des Demoiselles Coiffées (km 13) 3e catégorie (3,9km à 5,2%) | Côte des Demoiselles Coiffées (km 13) 3e catégorie (3,9km à 5,2%) |
| ----------------------------------------------------------------- | ----------------------------------------------------------------- | ----------------------------------------------------------------- | ----------------------------------------------------------------- | ----------------------------------------------------------------- |
|                                                                   | Coureur                                                           | Pays                                                              | Équipe                                                            | Point(s)                                                          |
| 1er                                                               | Alexey Lutsenko                                                   | Kazakhstan                                                        | Astana                                                            | 2                                                                 |
| 2e                                                                | Pierre-Luc Périchon                                               | France                                                            | Cofidis                                                           | 1                                                                 |
| modifier                                                          |                                                                   |                                                                   |                                                                   |                                                                   |

| Col de Vars (km 82,5) 1re catégorie (9,3km à 7,5%) | Col de Vars (km 82,5) 1re catégorie (9,3km à 7,5%) | Col de Vars (km 82,5) 1re catégorie (9,3km à 7,5%) | Col de Vars (km 82,5) 1re catégorie (9,3km à 7,5%) | Col de Vars (km 82,5) 1re catégorie (9,3km à 7,5%) |
| -------------------------------------------------- | -------------------------------------------------- | -------------------------------------------------- | -------------------------------------------------- | -------------------------------------------------- |
|                                                    | Coureur                                            | Pays                                               | Équipe                                             | Point(s)                                           |
| 1er                                                | Tim Wellens                                        | Belgique                                           | Lotto-Soudal                                       | 10                                                 |
| 2e                                                 | Romain Bardet                                      | France                                             | AG2R La Mondiale                                   | 8                                                  |
| 3e                                                 | Alexey Lutsenko                                    | Kazakhstan                                         | Astana                                             | 6                                                  |
| 4e                                                 | Nairo Quintana                                     | Colombie                                           | Movistar                                           | 4                                                  |
| 5e                                                 | Jasper Stuyven                                     | Belgique                                           | Trek-Segafredo                                     | 2                                                  |
| 6e                                                 | Stéphane Rossetto                                  | France                                             | Cofidis                                            | 1                                                  |
| modifier                                           |                                                    |                                                    |                                                    |                                                    |

| Col d'Izoard (km 133) Hors catégorie (14,1km à 7,3%) | Col d'Izoard (km 133) Hors catégorie (14,1km à 7,3%) | Col d'Izoard (km 133) Hors catégorie (14,1km à 7,3%) | Col d'Izoard (km 133) Hors catégorie (14,1km à 7,3%) | Col d'Izoard (km 133) Hors catégorie (14,1km à 7,3%) |
| ---------------------------------------------------- | ---------------------------------------------------- | ---------------------------------------------------- | ---------------------------------------------------- | ---------------------------------------------------- |
|                                                      | Coureur                                              | Pays                                                 | Équipe                                               | Point(s)                                             |
| 1er                                                  | Damiano Caruso                                       | Italie                                               | Bahrain-Merida                                       | 40                                                   |
| 2e                                                   | Romain Bardet                                        | France                                               | AG2R La Mondiale                                     | 30                                                   |
| 3e                                                   | Julien Bernard                                       | France                                               | Trek-Segafredo                                       | 24                                                   |
| 4e                                                   | Adam Yates                                           | Royaume-Uni                                          | Mitchelton-Scott                                     | 20                                                   |
| 5e                                                   | Michael Woods                                        | Canada                                               | EF Education First                                   | 16                                                   |
| 6e                                                   | Nairo Quintana                                       | Colombie                                             | Movistar                                             | 12                                                   |
| 7e                                                   | Alexey Lutsenko                                      | Kazakhstan                                           | Astana                                               | 8                                                    |
| 8e                                                   | Lennard Kämna                                        | Allemagne                                            | Sunweb                                               | 4                                                    |
| modifier                                             |                                                      |                                                      |                                                      |                                                      |

| Col du Galibier (km 189) Hors catégorie (23,0km à 5,1%) | Col du Galibier (km 189) Hors catégorie (23,0km à 5,1%) | Col du Galibier (km 189) Hors catégorie (23,0km à 5,1%) | Col du Galibier (km 189) Hors catégorie (23,0km à 5,1%) | Col du Galibier (km 189) Hors catégorie (23,0km à 5,1%) |
| ------------------------------------------------------- | ------------------------------------------------------- | ------------------------------------------------------- | ------------------------------------------------------- | ------------------------------------------------------- |
|                                                         | Coureur                                                 | Pays                                                    | Équipe                                                  | Point(s)                                                |
| 1er                                                     | Nairo Quintana                                          | Colombie                                                | Movistar                                                | 40                                                      |
| 2e                                                      | Romain Bardet                                           | France                                                  | AG2R La Mondiale                                        | 30                                                      |
| 3e                                                      | Alexey Lutsenko                                         | Kazakhstan                                              | Astana                                                  | 24                                                      |
| 4e                                                      | Damiano Caruso                                          | Italie                                                  | Bahrain-Merida                                          | 20                                                      |
| 5e                                                      | Lennard Kämna                                           | Allemagne                                               | Sunweb                                                  | 16                                                      |
| 6e                                                      | Tiesj Benoot                                            | Belgique                                                | Lotto-Soudal                                            | 12                                                      |
| 7e                                                      | Michael Woods                                           | Canada                                                  | EF Education First                                      | 8                                                       |
| 8e                                                      | Serge Pauwels                                           | Belgique                                                | CCC                                                     | 4                                                       |
| modifier                                                |                                                         |                                                         |                                                         |                                                         |

### Prix de la combativité
- Greg Van Avermaet (CCC Team)

## Classements à l'issue de l'étape

### Classement général
| Classement général | Classement général | Classement général | Classement général    | Classement général  |
|                    | Coureur            | Pays               | Équipe                | Temps               |
| ------------------ | ------------------ | ------------------ | --------------------- | ------------------- |
| 1er                | Julian Alaphilippe | France             | Deceuninck-Quick Step | en 75 h 18 min 49 s |
| 2e                 | Egan Bernal        | Colombie           | Ineos                 | + 1 min 30 s        |
| 3e                 | Geraint Thomas     | Royaume-Uni        | Ineos                 | + 1 min 35 s        |
| 4e                 | Steven Kruijswijk  | Pays-Bas           | Jumbo-Visma           | + 1 min 47 s        |
| 5e                 | Thibaut Pinot      | France             | Groupama-FDJ          | + 1 min 50 s        |
| 6e                 | Emanuel Buchmann   | Allemagne          | Bora-Hansgrohe        | + 2 min 14 s        |
| 7e                 | Nairo Quintana     | Colombie           | Movistar              | + 3 min 54 s        |
| 8e                 | Mikel Landa        | Espagne            | Movistar              | + 4 min 54 s        |
| 9e                 | Rigoberto Urán     | Colombie           | EF Education First    | + 5 min 33 s        |
| 10e                | Alejandro Valverde | Espagne            | Movistar              | + 5 min 58 s        |
| modifier           |                    |                    |                       |                     |

### Classement par points
| Classement par points | Classement par points | Classement par points | Classement par points | Classement par points |
| --------------------- | --------------------- | --------------------- | --------------------- | --------------------- |
|                       | Coureur               | Pays                  | Équipe                | Point(s)              |
| 1er                   | Peter Sagan           | Slovaquie             | Bora-Hansgrohe        | 309 points            |
| 2e                    | Elia Viviani          | Italie                | Deceuninck-Quick Step | 224 pts               |
| 3e                    | Sonny Colbrelli       | Italie                | Bahrain-Merida        | 203 pts               |
| 4e                    | Michael Matthews      | Australie             | Sunweb                | 201 pts               |
| 5e                    | Caleb Ewan            | Australie             | Lotto-Soudal          | 198 pts               |
| 6e                    | Matteo Trentin        | Italie                | Mitchelton-Scott      | 180 pts               |
| 7e                    | Jasper Stuyven        | Belgique              | Trek-Segafredo        | 157 pts               |
| 8e                    | Greg Van Avermaet     | Belgique              | CCC                   | 149 pts               |
| 9e                    | Julian Alaphilippe    | France                | Deceuninck-Quick Step | 119 pts               |
| 10e                   | Dylan Groenewegen     | Pays-Bas              | Jumbo-Visma           | 116 pts               |
| modifier              |                       |                       |                       |                       |

### Classement du meilleur jeune
| Classement général du meilleur jeune | Classement général du meilleur jeune | Classement général du meilleur jeune | Classement général du meilleur jeune | Classement général du meilleur jeune |
|                                      | Coureur                              | Pays                                 | Équipe                               | Temps                                |
| ------------------------------------ | ------------------------------------ | ------------------------------------ | ------------------------------------ | ------------------------------------ |
| 1er                                  | Egan Bernal                          | Colombie                             | Ineos                                | en 75 h 20 min 19 s                  |
| 2e                                   | David Gaudu                          | France                               | Groupama-FDJ                         | + 17 min 7 s                         |
| 3e                                   | Enric Mas                            | Espagne                              | Deceuninck-Quick Step                | + 48 min 11 s                        |
| 4e                                   | Laurens De Plus                      | Belgique                             | Jumbo-Visma                          | + 56 min 56 s                        |
| 5e                                   | Gregor Mühlberger                    | Autriche                             | Bora-Hansgrohe                       | + 1 h 2 min 20 s                     |
| 6e                                   | Giulio Ciccone                       | Italie                               | Trek-Segafredo                       | + 1 h 9 min 18 s                     |
| 7e                                   | Lennard Kämna                        | Allemagne                            | Sunweb                               | + 1 h 22 min 22 s                    |
| 8e                                   | Tiesj Benoot                         | Belgique                             | Lotto-Soudal                         | + 1 h 28 min 9 s                     |
| 9e                                   | Nils Politt                          | Allemagne                            | Katusha-Alpecin                      | + 1 h 42 min 0 s                     |
| 10e                                  | Gianni Moscon                        | Italie                               | Ineos                                | + 2 h 0 min 42 s                     |
| modifier                             |                                      |                                      |                                      |                                      |

### Classement du meilleur grimpeur
| Classement du meilleur grimpeur | Classement du meilleur grimpeur | Classement du meilleur grimpeur | Classement du meilleur grimpeur | Classement du meilleur grimpeur |
| ------------------------------- | ------------------------------- | ------------------------------- | ------------------------------- | ------------------------------- |
|                                 | Coureur                         | Pays                            | Équipe                          | Point(s)                        |
| 1er                             | Romain Bardet                   | France                          | AG2R La Mondiale                | 86 points                       |
| 2e                              | Tim Wellens                     | Belgique                        | Lotto-Soudal                    | 74 pts                          |
| 3e                              | Damiano Caruso                  | Italie                          | Bahrein-Merida                  | 60 pts                          |
| 4e                              | Nairo Quintana                  | Colombie                        | Movistar                        | 58 pts                          |
| 5e                              | Thibaut Pinot                   | France                          | Groupama-FDJ                    | 50 pts                          |
| 6e                              | Alexey Lutsenko                 | Kazakhstan                      | Astana                          | 45 pts                          |
| 7e                              | Thomas De Gendt                 | Belgique                        | Lotto-Soudal                    | 38 pts                          |
| 8e                              | Julian Alaphilippe              | France                          | Deceuninck-Quick Step           | 33 pts                          |
| 9e                              | Michael Woods                   | Canada                          | EF Education First              | 31 pts                          |
| 10e                             | Giulio Ciccone                  | Italie                          | Trek-Segafredo                  | 30 pts                          |
| modifier                        |                                 |                                 |                                 |                                 |

### Classement par équipes
| Classement par équipes | Classement par équipes | Classement par équipes | Classement par équipes |
|                        | Équipe                 | Pays                   | Temps                  |
| ---------------------- | ---------------------- | ---------------------- | ---------------------- |
| 1re                    | Movistar               | Espagne                | en 226 h 2 min 13 s    |
| 2e                     | Trek-Segafredo         | États-Unis             | + 20 min 38 s          |
| 3e                     | EF Education First     | États-Unis             | + 59 min 11 s          |
| 4e                     | Ineos                  | Royaume-Uni            | + 1 h 0 min 27 s       |
| 5e                     | Groupama-FDJ           | France                 | + 1 h 5 min 31 s       |
| 6e                     | Bora-Hansgrohe         | Allemagne              | + 1 h 11 min 8 s       |
| 7e                     | Jumbo-Visma            | Pays-Bas               | + 1 h 24 min 25 s      |
| 8e                     | UAE Emirates           | Émirats arabes unis    | + 1 h 27 min 48 s      |
| 9e                     | AG2R La Mondiale       | France                 | + 1 h 35 min 32 s      |
| 10e                    | Mitchelton-Scott       | Australie              | + 1 h 58 min 56 s      |
| modifier               |                        |                        |                        |

## Abandons
- Lukas Pöstlberger (Bora-Hansgrohe) : non-partant
- Søren Kragh Andersen (Sunweb) : non-partant

## Le maillot jaune du jour
Chaque jour, un maillot jaune différent est remis au leader du classement général, avec des imprimés rendant hommage à des coureurs ou à des symboles qui ont marqué l'histoire de l'épreuve, à l'occasion du centième anniversaire du maillot jaune.
Le col du Galibier qui a accueilli la plus haute arrivée de l'histoire du Tour en 2011, à 2 645 mètres d'altitude, est sur le maillot jaune du jour.